# 분해
분해(分解, 영어: decomposition) 또는 부패(腐敗)는 어떤 유기물질이 보다 단순한 물질로 무너져내리는 과정이다. 생물군계의 물리적 공간을 차지하고 있는 유한한 물질들이 재활용되기 위해서는 이 분해 과정이 필수적으로 일어나야 한다. 생명체의 몸은 죽음을 겪은 직후부터 분해되기 시작하며, 벌레, 진균 따위의 분해자(decomposer)들에 의해 이 과정은 촉진된다.

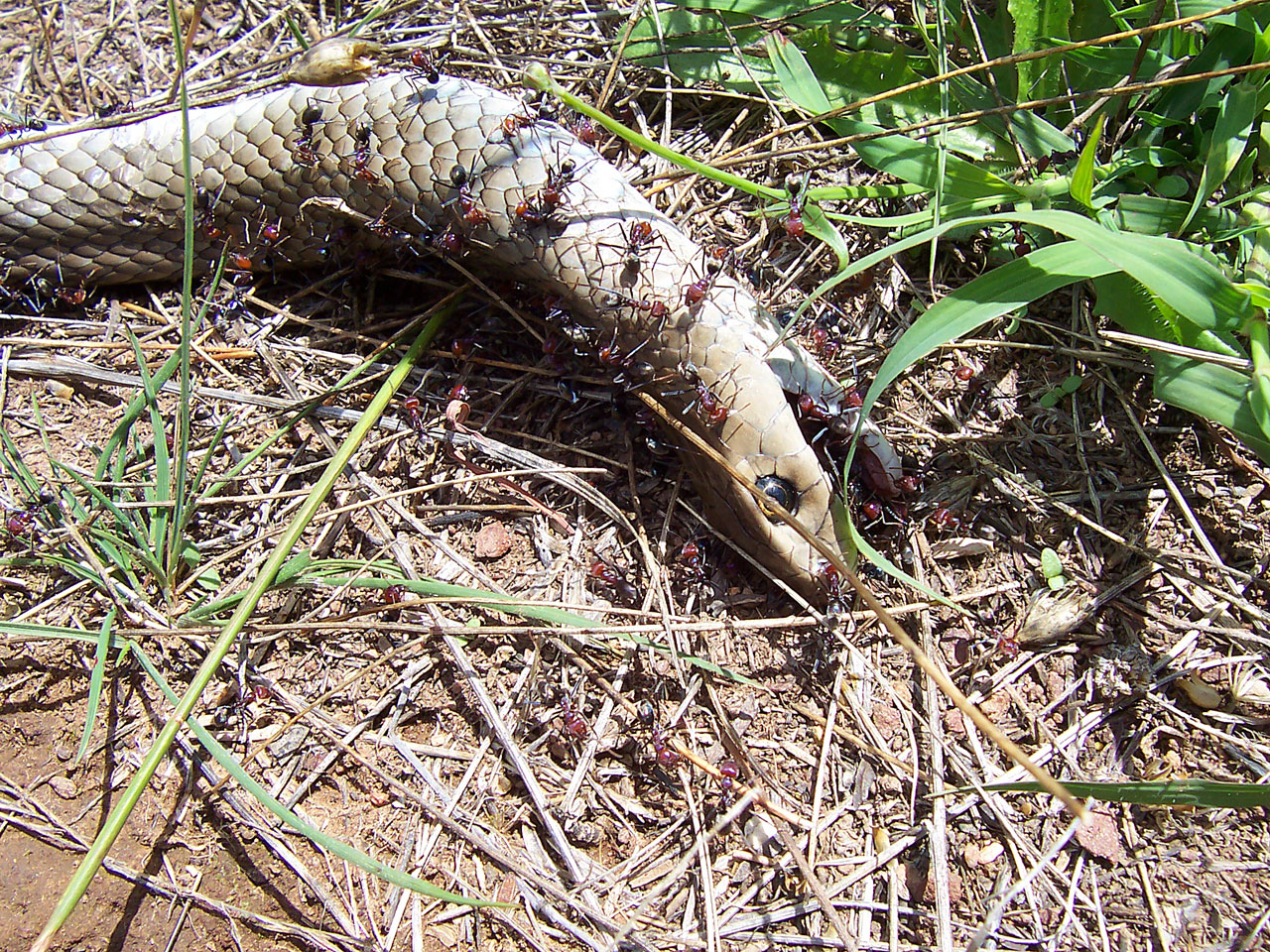
뱀 시체를 해체하는 개미떼

## 동물의 분해
분해는 사망 순간에 시작되는데, 이는 두 가지 요인, 즉 신체 내부 화학물질과 효소에 의해 조직이 분해되는 자가분해와 박테리아에 의해 조직이 분해되는 부패로 인해 발생한다. 이러한 공정은 부패하는 동물 조직에서 부패한 냄새의 주요 원인인 카다베린 및 퓨트레신과 같은 화합물을 방출한다.
주요 분해자는 박테리아 또는 곰팡이이지만 신체가 곤충, 진드기 및 기타 동물에 접근할 수 있는 경우 더 큰 청소부도 분해에 중요한 역할을 한다. 또한 토양 동물은 지역 규모에서 주요 분해 조절자로 간주되지만 더 큰 규모에서는 역할이 해결되지 않았다. 이 과정에 관여하는 가장 중요한 절지동물에는 썩은 딱정벌레, 진드기, 살파리(Sarcophagidae), 여름에 볼 수 있는 녹색 병파리와 같은 검정파리(Calliphoridae)가 포함된다. 북미에서 일반적으로 이 과정에 관여하는 가장 중요한 비곤충 동물에는 코요테, 개, 늑대, 여우, 쥐, 까마귀, 독수리와 같은 포유류와 새 청소부가 포함된다. 수생 및 해양 환경에는 박테리아, 어류, 갑각류, 파리 유충 및 기타 썩은 고기 제거제를 포함하는 분해 물질이 있다.

### 분해 단계
척추 동물의 분해 과정을 설명하기 위해 일반적으로 5가지 일반 단계(신선한 상태, 부풀어 오른 상태, 활성 부패, 진행된 부패 및 건조/잔해)가 사용된다. 분해의 일반적인 단계는 화학적 분해의 두 단계, 즉 자가분해와 부패와 결합된다. 이 두 단계는 신체의 주요 구성 요소를 분해하는 화학적 분해 과정에 기여한다. 죽음과 함께 살아있는 유기체의 미생물군집은 붕괴되고 시간이 지남에 따라 예측 가능한 변화를 겪는 괴사군집이 뒤따른다.

## 식물의 분해
식물 물질의 분해는 여러 단계에서 발생한다. 이는 물에 의한 침출로 시작된다. 가장 쉽게 손실되고 용해되는 탄소 화합물이 이 과정에서 유리된다. 또 다른 초기 과정은 식물 재료를 더 작은 조각으로 물리적으로 분해하거나 단편화하여 미생물 군집 및 공격을 위한 더 넓은 표면적을 제공하는 것이다. 더 작은 죽은 식물에서 이 과정은 주로 토양 무척추동물에 의해 수행되는 반면, 더 큰 식물에서는 주로 곤충 및 곰팡이와 같은 기생 생명체가 물질을 분해하는 데 중요한 역할을 하며 수많은 영양 생물 종의 도움을 받지 않는다.
그 후, 식물 찌꺼기(셀룰로오스, 헤미셀룰로오스, 미생물 생성물 및 리그닌으로 구성)는 미생물에 의해 화학적 변화를 겪는다. 다양한 유형의 화합물이 다양한 속도로 분해된다. 이는 화학 구조에 따라 다르다. 예를 들어, 리그닌은 목재의 성분으로 상대적으로 분해에 강하고 실제로 검은부후균과 같은 특정 균류에 의해서만 분해될 수 있다.
목재 분해는 외부 환경에서 영양이 부족한 목재에 영양분을 운반하는 곰팡이와 관련된 복잡한 과정이다. 이러한 영양분이 풍부하기 때문에 사프록실 곤충의 동물군이 발달하고 결과적으로 죽은 나무에 영향을 미쳐 숲 바닥의 분해와 영양분 순환에 기여할 수 있다. 리그닌은 매우 복잡한 화학 구조를 가진 식물을 분해하여 남은 산물 중 하나로 미생물 분해 속도를 느리게 만든다. 따뜻함은 식물의 구성에 관계없이 식물 부패 속도를 거의 같은 정도로 증가시킨다.
대부분의 초원 생태계에서는 화재로 인한 자연 피해, 부패한 물질을 먹는 곤충, 흰개미, 풀을 뜯는 포유류, 풀을 통과하는 동물의 물리적 이동이 분해와 영양 순환의 주요 원인이며, 박테리아와 곰팡이가 주요 역할을 한다.
식물 분해의 화학적 측면에는 항상 이산화탄소 방출이 포함된다. 실제로 분해는 매년 방출되는 이산화탄소의 90% 이상을 차지한다.

## 식품의 분해
식품의 분해는 식품 과학 내에서 중요한 연구 분야이다. 보존을 통해 식품 분해 속도를 늦출 수 있다. 고기를 가공하지 않으면 몇 시간 또는 며칠 내에 고기가 부패되어 맛이 없거나 독성이 있거나 전염성이 있게 된다. 부패는 사실상 피할 수 없는 감염과 그에 따른 박테리아 및 곰팡이에 의한 고기의 분해로 인해 발생한다. 박테리아와 곰팡이는 동물 자체, 고기를 취급하는 사람, 사용하는 도구에 의해 발생한다. 생산 및 가공 과정에서 적절한 위생을 준수하고, 적절한 식품 안전, 식품 보존 및 식품 보관 절차를 적용한다면 육류는 무기한은 아니지만 훨씬 오랫동안 식용으로 보관할 수 있다.
식품의 부패는 식품의 자연적인 부패와 함께 박테리아, 곰팡이, 효모 등의 미생물로 인한 오염으로 인해 발생한다. 이러한 분해 박테리아는 습기와 바람직한 온도 조건에서 빠른 속도로 번식한다. 적절한 조건을 만족하지 못하면 박테리아는 번식을 계속할 수 있는 적합한 조건이 나타날 때까지 잠복해 있는 포자를 형성할 수 있다.

## 분해 속도
분해 속도는 물리적 환경(온도, 수분, 토양 특성), 분해자가 사용할 수 있는 죽은 물질의 양과 질, 미생물 군집 자체의 특성 등 세 가지 요소에 의해 결정된다.
매우 습하거나 건조한 조건에서는 분해율이 낮다. 분해율은 적절한 수준의 산소가 있는 습하고 습한 조건에서 가장 높다. 습한 토양은 산소가 부족한 경향이 있어(특히 습지에서 그렇습니다) 미생물 성장이 느려진다. 건조한 토양에서는 분해 속도도 느려지지만, 토양이 식물 성장을 지탱할 수 없을 정도로 건조해진 후에도 박테리아는 계속해서 성장한다(속도는 느리지만). 비가 다시 와서 토양이 젖게 되면 박테리아 세포와 토양 물 사이의 삼투압 구배로 인해 세포가 빠르게 물을 얻게 된다. 이러한 조건에서는 많은 박테리아 세포가 터져 영양분을 방출한다. 또한 분해 속도는 산성 토양에서 더 느린 경향이 있다. 점토 광물이 풍부한 토양은 분해율이 낮고, 따라서 유기물 함량이 높은 경향이 있다. 점토 입자가 작을수록 물을 담을 수 있는 표면적이 넓어진다. 토양의 수분 함량이 높을수록 산소 함량이 낮아지고 결과적으로 분해 속도가 낮아진다. 점토 광물은 또한 유기 물질 입자를 표면에 결합시켜 미생물이 접근하기 어렵게 만든다. 경작과 같은 토양 교란은 토양 내 산소량을 증가시키고 새로운 유기물을 토양 미생물에 노출시켜 분해를 증가시킨다.
분해자가 사용할 수 있는 물질의 품질과 양은 분해 속도에 영향을 미치는 또 다른 주요 요소이다. 설탕이나 아미노산과 같은 물질은 쉽게 분해되며 불안정한 것으로 간주된다. 더 천천히 분해되는 셀룰로오스와 헤미셀룰로오스는 "보통 불안정"한다. 리그닌이나 큐틴처럼 부패에 더 강한 화합물은 다루기 힘든 것으로 간주된다. 불안정한 화합물의 비율이 높은 쓰레기는 난분해성 물질의 비율이 높은 쓰레기보다 훨씬 더 빠르게 분해된다. 결과적으로, 죽은 동물은 죽은 잎보다 더 빨리 부패하며, 죽은 잎 자체는 떨어진 가지보다 더 빨리 부패된다. 토양의 유기물이 노화됨에 따라 품질이 저하된다. 불안정한 화합물은 빠르게 분해되어 다루기 힘든 물질의 비율이 증가한다. 미생물 세포벽에는 키틴과 같은 난분해성 물질도 포함되어 있으며, 미생물이 죽으면서 이러한 물질도 축적되어 오래된 토양 유기물의 품질을 더욱 저하시킨다.

## 같이 보기
- 카다베린
- 화학분해
- 부식토
- 침출수
- 이탄
- 푸트레신